# Tiroliană

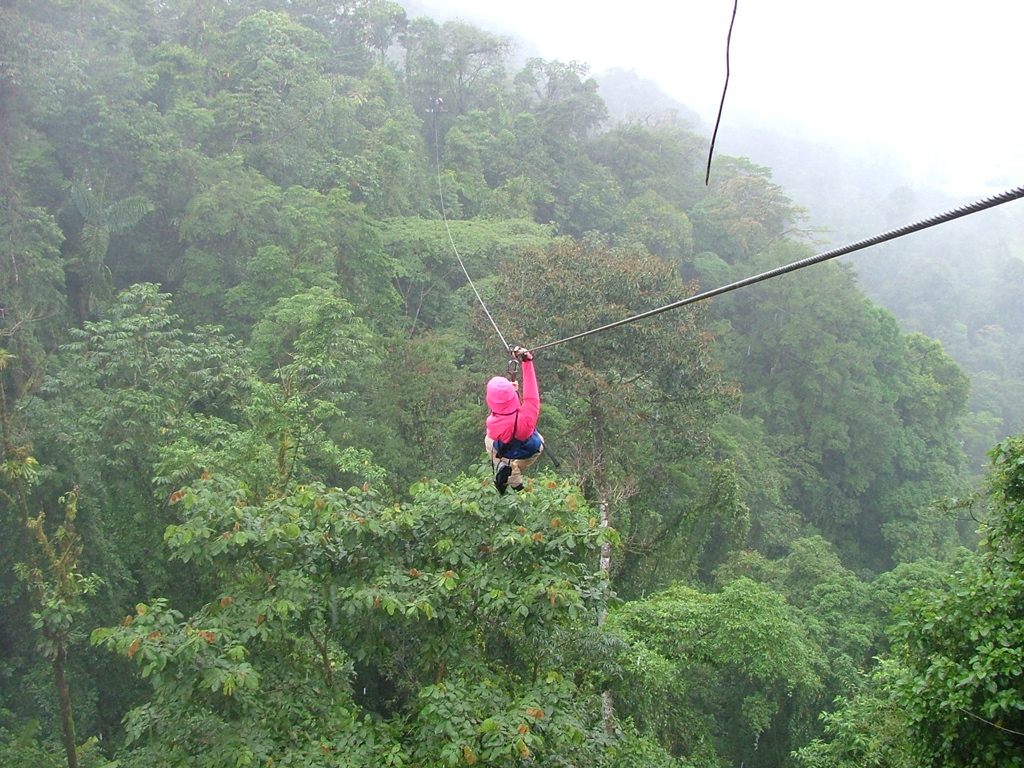
Tiroliană în Costa Rica

Tiroliana este un sistem de transport format dintr-o coardă fixată între două puncte, situate la înălțime, și un scripete fixat pe coarda superioară. Ea este prevăzută cu centură de siguranță.
Cea mai lungă tiroliană din România (2208m) se află la Gura Humorului.

## Etimologie și istoric
Tirolul este o regiune alpestră situată, în cea mai mare parte în Austria și, într-o o parte mai mică, în Italia de nord-est. În această regiune accidentată, folosirea acestui tip de dispozitiv era, în mod plauzibil, practicată, mai curent decât aiurea, ceea ce poate explica denumirea de „tiroliană”.
Crearea parcurilor de agrement acrobatic în timpul liber, de tip Aventura Parc, începând din anii 1930, în Dolomiții italieni, a văzut dezvoltarea pentru marele public a acestor tiroliene: pentru traversarea aeriană și mai degrabă sportivă, a unei prăpăstii care separă două vârfuri stâncoase, se întindea între aceste două piscuri o coardă dublă, pe care temerarii puteau să agațe și să se deplaseze în aer.  

## Aplicarea tirolienei
O tiroliană poate fi utilizată ca:
- metodă de antrenament fizic, de exemplu în armată (comando);
- activitate de trecere a obstacolelor în sportul în aer liber (speologie, alpinism, ...) ;
- activitate de petrecere a timpului liber, cum sunt parcursurile de aventură în pădure, canopy tours (vizită în foliaj) etc.
- mijloc ieftin de transport pentru persoane și bunuri (materiale, animale...), în regiunile sărace și/sau accidentate acolo unde construirea unui pod sau a unei pasarele nu este luată în considerare;
- mijloc de evacuare pentru victime izolate într-un loc la înălțime sau greu accesibil prin mijloace de transport clasice (pe munte, sub pământ etc).